# Reka Bleagornița
Reka Bleagornița este o arie protejată (sit de importanță comunitară — SCI) din Bulgaria întinsă pe o suprafață de 1.556,72 ha, integral pe uscat.

## Localizare
Centrul sitului Reka Bleagornița este situat la coordonatele 42°40′04″N 25°56′45″E / 42.6678°N 25.9459°E.

## Înființare
Situl Reka Bleagornița a fost declarat sit de importanță comunitară în martie 2007 pentru a proteja 26 de specii de animale.

## Biodiversitate
Situată în ecoregiunea continentală, aria protejată conține 4 habitate naturale: Pajiști uscate seminaturale și facies de acoperire cu tufișuri pe substraturi calcaroase (Festuco-Brometalia) (* situri importante pentru orhidee), Fânețe de joasă altitudine (Alopecurus pratensis, Sanguisorba officinalis), Mlaștini alcaline, Păduri aluvionare cu Alnus glutinosa și Fraxinus excelsior (Alno-Padion, Alnion incanae, Salicion albae).
La baza desemnării sitului se află mai multe specii protejate:
- amfibieni (2): buhai de baltă cu burta roșie (Bombina bombina), Triturus karelinii
- mamifere (14): liliac cârn (Barbastella barbastellus), lupul (Canis lupus), vidră de râu (Lutra lutra), liliac cu aripi lungi (Miniopterus schreibersii), liliac cu urechi de șoarece (Myotis blythii), liliac cu picioare lungi (Myotis capaccinii), liliac cărămiziu (Myotis emarginatus), liliac comun (Myotis myotis), liliacul cu potcoavă a lui blasius (Rhinolophus blasii), liliacul mediteranean cu potcoavă (Rhinolophus euryale), liliacul mare cu potcoavă (Rhinolophus ferrumequinum), liliacul mic cu potcoavă (Rhinolophus hipposideros), popândău (Spermophilus citellus), dihor pătat (Vormela peregusna)
- nevertebrate (5): Austropotamobius torrentium, croitorul mare al stejarului (Cerambyx cerdo), rădașcă (Lucanus cervus), croitorul cenușiu al stejarului (Morimus funereus), Unio crassus
- pești (3): Barbus cyclolepis, zvârluga (Cobitis taenia), boarță (Rhodeus amarus)
- reptile (2): Elaphe sauromates, țestoasa de baltă (Emys orbicularis)

Pe lângă speciile protejate, pe teritoriul sitului au mai fost identificate 4 specii de amfibieni, 2 specii de nevertebrate, 1 specie de pești, 3 specii de reptile.